# نهائي كأس إسكتلندا 1977
نهائي كأس اسكتلندا 1977 هي المباراة النهائية من منافسة كأس اسكتلندا 1976–77، أقيمت المباراة في 4 مايو 1977، في هامبدن بارك، بين فريقي نادي سلتيك، ونادي رينجرز، وفاز فيها نادي سلتيك، بعد أن هزم نادي رينجرز، بنتيجة 1 - 0، وكان حكم المباراة بوب فالنتاين، وحضر المباراة 54252 شخصاً.

## تفاصيل المباراة
لعبت المباراة النهائية في 4 مايو 1977.
| نادي سلتيك | 1 -0 | نادي رينجرز |
| ---------- | ---- | ----------- |
|            |      |             |